# Katherine Anna Kang
Katherine Anna Kang (née le 15 décembre 1970) est une femme d'affaires américaine, productrice de jeux vidéo et de films machinima,,. 

## Carrière
Dans les années 90, Anna Kang est directrice du développement commercial chez id Software où elle travaille sur Quake III Arena et divers packs de missions et ports Quake II . 
En 2000, elle fonde et dirige Fountainhead Entertainment, une petite société de production spécialisée dans les documentaires et l'animation. Sa compagnie utilise la technique de production machinima qui inclut des séquences vidéos capturées à l’intérieur d’espaces virtuels en temps réel, souvent dans un moteur graphique de jeu vidéo. L'une de leurs créations, Anna, est mentionnée dans Machinima For Dummies qui considère alors Fountainhead comme l'un des dix plus importants concepteurs machinima au monde. Le machinima de Fountainhead comprend le court métrage primé Anna, In the Waiting Line, diffusé sur MTV, Game Over, diffusé sur UPN et Sidrial publié via Fileplanet. 
Elle est l'un des cofondateurs de l'Academy of Machinima Arts & Sciences. Ses contributions sont citées dans le livre The Art of Machinima de Paul Marino. 
Avec  Fountainhead, elle produit des jeux pour téléphonie mobiles pour id Software. Les jeux Doom RPG et la série Orcs & Elves rencontrent le succès,. Plus tard, Orcs & Elves est porté sur Nintendo DS avec Kang à la production et au design. 
En 2008, elle revient chez id Software en tant que présidente de la division Id Mobile où elle produit et conçoit Wolfenstein RPG et Doom II RPG. Elle produit également le jeu pour iPhone Doom Resurrection.    
Avec son époux, Anna Kang est cofondateur d'Armadillo Aerospace. 

## Récompenses
A travers sa compagnie Fountainhead Entertainment, Kang a remporté les prix suivants: 
- IGN.com Jeu d'aventure de l'année pour Doom RPG[12]
- Jeu mobile de l'année Mobies de Gamespot pour Doom RPG[13]
- Academy of Interactive Arts and Sciences Meilleur jeu cellulaire pour Orcs & Elves[14]
- IGN.com Best of E3 - Meilleur RPG sans fil pour Orcs & Elves[15]
- Leipzig Game Convention Meilleur jeu mobile pour Orcs & Elves[16]

## Jeux
- Quake II (1997), pour Microsoft Windows, Linux, Mac OS X, développé par id Software, publié par Activision
- Kingpin: Life of Crime (1999), pour Microsoft Windows, Linux Interplay Entertainment Corp
- Quake III Arena (1999), pour Microsoft Windows, Linux, Mac OS X, développé par id Software, publié par Activision
- Doom RPG (2005), développé par id Software, publié par JAMDAT
- Orcs & Elves (2006), pour téléphone mobile, développé par id Software, publié par EA
- Orcs & Elves (2007), pour Nintendo DS, développé par id Software, publié par EA Mobile
- Orcs & Elves 2 (2007), développé par id Software, publié par EA Mobile
- Wolfenstein RPG (2008), pour téléphone mobile, par id Software, publié par EA Mobile
- Doom Resurrection (2009), pour iOS, développé par id Software
- Doom II RPG (2010), pour téléphone mobile, par id Software